# Hidrocortisona
Hidrocortisona é a hormona cortisol quando disponibilizada na forma de medicamento. Entre as indicações terapêuticas estão o tratamento de insuficiência adrenocortical, síndrome adrenogenital, hipercalcemia, tiroidite, artrite reumatoide, dermatite, asma e doença pulmonar obstrutiva crónica. É o tratamento de eleição na insuficiência adrenocotical. Pode ser administrada por vir oral, aplicação na pele ou por injeção. A interrupção do tratamento após uso prolongado deve ser feita de forma gradual.
Entre os efeitos adversos estão perturbações de humor, aumento do risco de infeções e edema. Com utilização prolongada os efeitos adversos mais comuns são osteoporose, perturbações no estômago, fraqueza, facilidade em adquirir contusões e candidíase. Embora usada, não é claro se é totalmente segura durante a gravidez. A hidrocortisona é um glicocorticoide com ação anti-inflamatória e imunossupressora.
A hidrocortisona foi patenteada em 1936 e aprovada pela primeira vez para uso médico em 1941. Faz parte da lista de medicamentos essenciais da Organização Mundial de Saúde, uma lista com os medicamentos mais seguros, eficazes e fundamentais num sistema de saúde. Está disponível como medicamento genérico.